# Paederota bonarota
Paederota bonarota là một loài thực vật có hoa trong họ Mã đề. Loài này được (L.) L. mô tả khoa học đầu tiên năm 1758.

## Hình ảnh

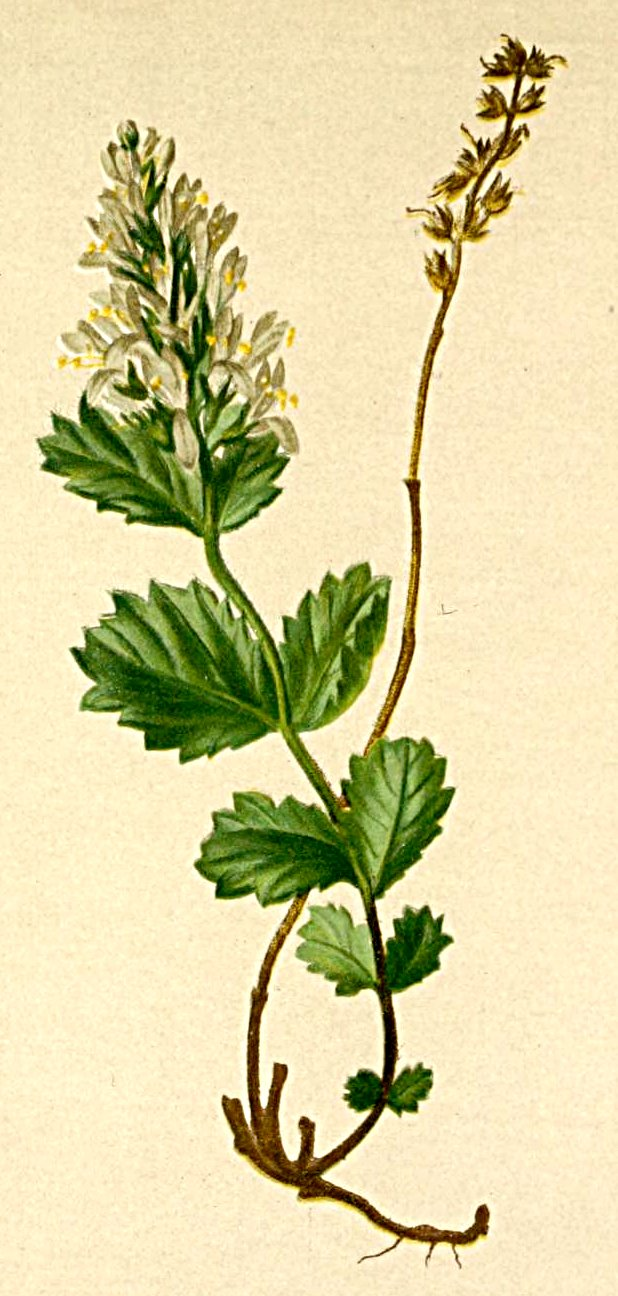